# エレクトロポレーション (美容法)
美容法としてのエレクトロポレーション (Electroporation Beauty Method) とは、バイオテクノロジーの電気穿孔法（エレクトロポレーション）を美容に応用したもの。
ポレーション、エステティックポレーション、ノンニードルメソセラピーとも呼ばれている。 

## 解説
美容用のエレクトロポレーション機器を用い、肌に短く強い特殊な電気パルスを与えることにより上皮細胞に透過経路を形成し、通常では皮下浸透しない親水成分や高分子成分を、イオン化せず高分子のまま真皮層下まで導入することができる。
エレクトロポレーション導入専用に開発された導入液により、コラーゲン・ヒアルロン酸注入、シミ・肝斑除去、光老化・シワ抑制、ニキビ跡改善、脂肪分解、顔痩せ、部分痩せ、育毛・発毛、等の幅広い美容効果が期待できる。

## 歴史
18世紀には、1754年に皮膚に電場(電圧)をかけると、細胞に孔があくことが　実験的に発見された（Nollet.J.A、フランス）。このとき、細胞の変化は非可逆であった（細胞の孔は塞がらず、細胞死を招いた）。19世紀になり、しばらく電場と細胞の変化について研究が進む。
20世紀では、1972年に高い電圧の元、短い電気的刺激を細胞膜にあたえると細胞膜にダメージを与えることなく、透過性が変わり細胞周囲にある物質を細胞質に導入することを発見した（Newman.E.ら、ドイツ）。電気刺激を使った遺伝子導入に関する試験が行われ、膜の性質や電場の状態などに関する研究成果が多くでてきた
1982年には、遺伝子導入に使う高電圧下での電気刺激に関して、その条件やメカニズム、効果を体系的にまとめ、この技術のことを、エレクトロポレーションと命名した（Newman.E.ら、ドイツ）。電気の意の「エレクトロ」と、孔形成の意の「ポアー・フォーメーション」に由来した用語である。遺伝子導入、細胞融合、がん治療、様々な治療用薬剤の導入などに対してエレクトロポレーション技術を応用した研究が盛んに行われ、 細胞死を起こさない条件などについても検討がなされた。
1993年には、エレクトロポレーションによって、皮膚から薬物を導入することにも使えることが報告される（Prausnitz.M.R.ら、アメリカ）。2008年　美容領域のエレクトロポレーション導入の基本技術が開発される（ビーティフィック、日本)。

## 安全基準
エステティック業界におけるエレクトロポレーション機器の安全性は、一般社団法人日本エステティック工業会の「エステティックポレーション委員会」において定義されている。呼称についても同委員会では、エステティック領域で使用するエレクトロポレーション技術を応用した機器の新たな名称を「エステティックポレーション機器」としており、商標「エステティックポレーション」として登録されている。
また、同委員会では、NPO法人日本エステティック機構が推進する「エステティック機器認証制度」の新たな商品カテゴリーに「エステティックポレーション機器」を、付加することを目的としており、安全基準の最終確認並びに「エステティックポレーション機器適合審査制度」の開始に向けた準備を、関係機関との協議を重ねながら進めている。

## 導入液
エレクトロポレーション導入機器と併用する導入液については、機器純正のものが使用される。
導入液は、真皮層下へ導入することを目的としていることから、有効成分を高濃度に処方し、酸化防止剤や防腐剤などの添加物を極力排除したり、高分子ビニルポリマー等のゲル化剤を使用せず、高分子ヒアルロン酸等で粘性を持たせるなどした、機器メーカーによって効果性とともに安全性が第三者医療機関等により確認されエビデンス（科学的根拠）が取得されている純正品を使用することが、「エステティックポレーション委員会」の安全基準でも定義されている。

## 関連特許
日本におけるエレクトロポレーション導入機器は、ビーティフィックが保有する特許技術に基づく製品であり、エレクトロポレーション導入に関する基本技術特許及び育毛技術特許は同社が保有しており、ライセンス供与も積極的に行っている。
しかし、同特許技術を侵害・模倣した特許侵害による違法商品が、数多く発売されていることも知られている。
特許法では、特許侵害品を製造するだけでなく販売・使用をすることだけでも特許権侵害による違法行為とみなされ、損害賠償の責任を負うだけでなく罰則規定も定められていることから、特許侵害品の選定により間接的にでも特許侵害による違法行為に問われないよう注意が必要である。
- 特許第5397974号「薬物投与装置」
- 特許第5397975号「育毛剤投与装置」

## 偽装商品
医科・美容クリニック、メディカルエステ等で受けることができるエレクトロポレーションの施術とは違い、家庭用エレクトロポレーション機器の多くは、エレクトロポレーション美容器を標榜しながらも、出力電圧・周波数・出力波形等がその定義を満たしておらず、エレクトロポレーション機能そのものを有していない、機能表示を偽った機能偽装商品が多く存在している。また、得られる美容効果は薄く、エレクトロポレーションによるものではない。